# 岩手県道30号葛巻日影線
岩手県道30号葛巻日影線（いわてけんどう30ごう くずまきひかげせん）は、岩手県岩手郡葛巻町から八幡平市日影へ至る県道（主要地方道）である。

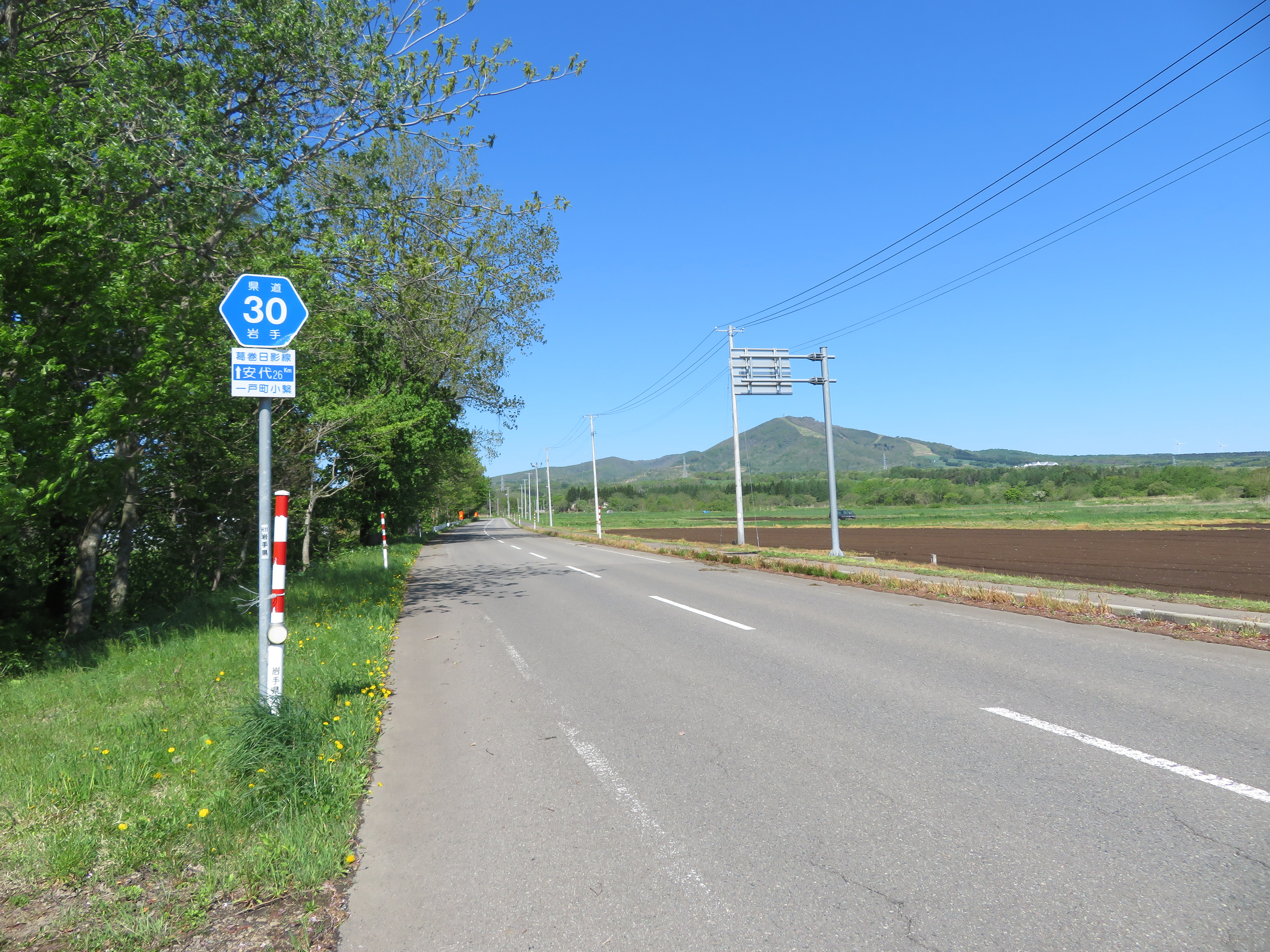
一戸町小繋付近

## 概要

### 路線データ
- 実延長：41,885.5 m[1]
- 起点：岩手郡葛巻町[1]（国道281号交点）
- 終点：八幡平市日影[1]（県道6号交点）

## 歴史
- 1959年（昭和34年）3月31日 - 黒森奥中山停車場線及び日影奥中山停車場線としてそれぞれ県道に認定される[2]。
- 1976年（昭和51年）10月1日 - 葛巻安代線として県道に認定される[1][3]。
- 1982年（昭和57年）4月1日 - 県道葛巻安代線が、葛巻安代線として建設省（現・国土交通省）から主要地方道の指定を受ける[4]。
- 1993年（平成5年）5月11日 - 建設省により改めて主要地方道の指定を受ける[5]。
- 2005年（平成17年）9月1日 - 市町村合併に伴い、路線名が葛巻日影線に変更される[6]。

## 路線状況

### 通行不能区間
- 葛巻町葛巻・黒森峠付近（約1.4km）

### 冬期閉鎖区間
- 葛巻町葛巻（田の畑） - 同町葛巻（吉ケ沢）（約6.4km・上記通行不能区間含む）
- 一戸町奥中山字西田子 - 八幡平市古屋敷（約17.2km）

### 踏切
- 農場踏切（一戸町奥中山、いわて銀河鉄道線と交差）

## 地理

### 通過する自治体
- 岩手郡葛巻町
- 二戸郡一戸町
- 岩手郡岩手町
- 八幡平市

### 交差する道路
- 国道281号（葛巻町葛巻第25地割）
- 国道4号（一戸町中山字大塚）
- 岩手県道203号奥中山停車場線（一戸町中山字大塚）
- 岩手県道227号田代平西根線（八幡平市西根寺田第25地割）
- 岩手県道6号二戸五日市線（繋沢口交差点、八幡平市日影）